# Lijst van voetbalinterlands Botswana - Burundi
Deze lijst van voetbalinterlands is een overzicht van alle officiële voetbalwedstrijden tussen de nationale teams van Botswana en Burundi. De landen speelden tot op heden vijf keer tegen elkaar. De eerste ontmoeting was een kwalificatiewedstrijd voor de Afrika Cup 2008 op 25 maart 2007 in Gaborone. Het laatste duel, een vriendschappelijke wedstrijd, vond plaats in Antananarivo (Madagaskar) op 25 maart 2024.

## Wedstrijden
| № | Plaats       | Datum         | Competitie                   | Wedstrijd          | Uitslag |
| - | ------------ | ------------- | ---------------------------- | ------------------ | ------- |
| 1 | Gaborone     | 25 maart 2007 | Afrika Cup 2008 kwalificatie | Botswana − Burundi | 1 − 0   |
| 2 | Kigali       | 3 juni 2007   | Afrika Cup 2008 kwalificatie | Burundi − Botswana | 1 − 0   |
| 3 | Bujumbura    | 18 mei 2014   | Afrika Cup 2015 kwalificatie | Burundi − Botswana | 0 − 0   |
| 4 | Gaborone     | 1 juni 2014   | Afrika Cup 2015 kwalificatie | Botswana − Burundi | 1 − 0   |
| 5 | Antananarivo | 25 maart 2024 | Vriendschappelijk            | Burundi − Botswana | 0 − 0   |

## Samenvatting
| Competitie              | Totaal gespeeld | Winst Botswana | Gelijk | Winst Burundi | Doelsaldo Botswana – Burundi |
| ----------------------- | --------------- | -------------- | ------ | ------------- | ---------------------------- |
| Afrika Cup-kwalificatie | 4               | 2              | 1      | 1             | 2 − 1                        |
| Vriendschappelijk       | 1               | 0              | 1      | 0             | 0 − 0                        |
| Totaal                  | 5               | 2              | 2      | 1             | 2 − 1                        |

Wedstrijden bepaald door strafschoppen worden, in lijn met de FIFA, als een gelijkspel gerekend.